# Got Talent
Got Talent is een Brits tv-format voor talentenjachten. Het wordt uitgezonden in meer dan 69 landen. In april 2014 werd het door het Guinness World Records uitgeroepen tot 's werelds meest succesvolle reality-tv-formaat ooit.
Got Talent werd in 2005 bedacht door Simon Cowell, bedenker en jurylid van The X Factor en eigenaar van SYCOtv.

## Versies
Hieronder staat een lijst met versies waarvan er een artikel op de Nederlandstalige Wikipedia bestaat.
- America's Got Talent
- Australia's Got Talent
- Belgium's Got Talent (Vlaanderen)
- Belgium's Got Talent (Wallonië)
- Britain's Got Talent
- Holland's Got Talent
- Persia's Got Talent